# 赵朱木兰中心
赵朱木兰中心（英語：Chao Center）是位于美国哈佛商学院内的一座建筑物。

## 历史
2016年6月6日举行落成仪式，以美国华人慈善家赵朱木兰名字命名。这是哈佛大学首座以美籍华人命名的教学楼。赵锡成及五个女儿（包括赵小兰、赵小美、赵小甫、赵小婷、赵安吉）均出席仪式。
赵朱木兰去世后一年，赵锡成提出捐款修建教学楼的意愿，赵家六个女儿其中有四位毕业于哈佛商学院，2012年10月12日哈佛大学经过四年商议同意接受其基金会的4,000万美元修建款项。